# Color Visión
Color Visión è una rete televisiva della Repubblica Dominicana, uno dei principali network della nazione.

## Storia
Color Visión fu fondata a Santiago de los Caballeros il 25 luglio 1968 e le trasmissioni sono iniziate il 30 novembre 1969, dal Matun hotel, a Santiago de los Caballeros.  Nel 1970 gli studi di Color Visión si sono spostati a Santo Domingo, presso l'hotel Jaragua. Uno dei primi conduttori a lavorare per Color Visión è stato Manolo Quiroz.
Negli anni '80 il programma El Show del Mediodía risultava il più seguito dalla popolazione permettendo  a Color Vision di diventare il canale domenicano più seguito.
Nel corso degli anni, il canale è cresciuto progressivamente sino a diventare il primo canale dominicano a trasmettere i propri programmi anche via internet, e, dal 2003 ad essere ricevuto anche negli Stati Uniti.